# Parabiago
Parabiago is een gemeente in de Italiaanse metropolitane stad Milaan (regio Lombardije) en telt 25.530 inwoners (31-12-2007). De oppervlakte bedraagt 14,2 km2, de bevolkingsdichtheid is 1692 inwoners per km2.
De volgende frazioni maken deel uit van de gemeente: Ravello, San Lorenzo, Villastanza, Villapia.

## Demografie
Parabiago telt ongeveer 9744 huishoudens. Het aantal inwoners steeg in de periode 1991-2001 met 3,7% volgens cijfers uit de tienjaarlijkse volkstellingen van ISTAT.
| Jaar | Inwoneraantal |
| ---- | ------------- |
| 1991 | 23.099        |
| 2001 | 23.950        |
| 2007 | 25.530        |

## Geografie
Parabiago grenst aan de volgende gemeenten: Cerro Maggiore, San Vittore Olona, Canegrate, Nerviano, Busto Garolfo, Casorezzo, Arluno.